# Nulreglen
Nulreglen siger, at et produkt er nul hvis og kun hvis en af faktorerne er nul.
Nulreglen kan benyttes til at visse {\displaystyle n}'te gradsligninger. Her ses et eksempel på hvordan nulreglen benyttes i praksis:
{\displaystyle x^{2}-3x=x(x-3)=0\Leftrightarrow \left(x=0\vee x-3=0\right)}
Løsningen bliver således: {\displaystyle x=0\vee x=3}
Princippet er, at man først og fremmest faktoriserer ligningen, for derefter at undersøge, hvorvidt det der står uden for parentes, eller det der står inden for parentesen, giver nul. Altså, i dette tilfælde, to nye ligninger.
Et andet eksempel kunne være følgende tredjegradsligning:
{\displaystyle x^{3}+4x^{2}-12x=x(x+6)(x-2)=0\Rightarrow \left(x=0\vee x=2\vee x=-6\right)}
Princippet er altså nøjagtigt det samme, selvom der blot er kommet flere parenteser på.